# Hans-Peter Briegel
Hans-Peter Briegel (født 11. oktober 1955 i Rodenbach, Vesttyskland) er en tidligere tysk fodboldspiller, der som forsvarsspiller på Tysklands landshold var med til at blive europamester ved EM i 1980, samt nr. 2 ved både VM i 1982 og VM i 1986. Efter sit karrierestop har han været træner på flere klub- og landshold.

## Klubkarriere
Briegels aktive karriere strakte sig på seniorniveau fra 1975 til 1988, og de ni første år blev tilbragt hos 1. FC Kaiserslautern i hjemlandet. I 1984 valgte han dog at prøve lykken i italiensk fodbold, hvor han først spillede hos Hellas Verona. Her var han i 1985 med til at sikre klubben det italienske mesterskab, i øvrigt sammen med den danske landsholdsstjerne Preben Elkjær.
Briegel sluttede sin karriere af med et toårigt ophold hos en anden italiensk klub, U.C. Sampdoria.

## Landshold
Briegel nåede i løbet af sin karriere at spille 72 kampe og score fire mål for Vesttysklands landshold, som han repræsenterede i årene mellem 1979 og 1986. Han var med til at blive europamester ved EM i 1980 efter finalesejr over Belgien, og var også med til at vinde sølv ved både VM i 1982 og VM i 1986. Derudover deltog han også ved EM i 1984.Men Briegels sportslige karriere startede i atletikken. I sin aldersgruppe, som 16-årig, opnåede han officielt verdensklasseresultatet 7,44 meter i længdespring; og 10,8 sekunder på 100-meter sprint.

## Trænerkarriere
Efter sit karrierestop har Briegel haft en lang karriere som træner. Han har blandt andet stået i spidsen for Albaniens og Bahrains landshold, samt for de tyrkiske klubber Beşiktaş JK, Trabzonspor og Ankaragücü.

## Titler
Serie A
- 1985 med Hellas Verona